# Dolly Houston
Dolly Houston (* 25. März 1930 in Bridgeport, Connecticut; † 26. April 1995 ebenda) war eine US-amerikanische Pop- und Jazzsängerin, die in den 1950er-Jahren als Vokalistin in Swingbands Bekanntheit erlangte.

## Leben und Wirken
Houston war Bandvokalistin in bekannten Swingorchestern, ab 1948 bei Benny Goodman, zu hören in Gesangsnummern wie „Why Don’t We Do This More Often?“ von Allie Wrubel und „I Had Someone Else Before I Had You (and I’ll Have Someone After You’re Gone)“. Zwischen 1951 und 1954 arbeitete sie bei Woody Herman and His Orchestra, mit dem sie meist Balladen wie „Baby Clementine“, „Embraceable You“, „I Can See You“ oder „I’m Making Up for Lost Time“ (von Carl Sigman) einspielte. 1954 tourte sie mit Woody Hermans Third Herd in England und Skandinavien.
Produziert von Joe Leahy, erschien 1955 Houstons erste Single unter eigenem Namen (Wrong Or Right/Desire Me). 1956 sang sie bei Tommy Dorsey and His Orchestra. Im selben Jahr nahm sie die Popsingle You Are There/Down in the Dumps (Unique Records) auf und legte ihr einziges Album Dolly’s Lullaby (Unique) vor, auf dem sie Wiegenlieder wie „Mary Had a Little Lamb“ sang. Im Bereich des Jazz war sie zwischen 1948 und 1956 an 62 Aufnahmesessions beteiligt.